# NGC 2452
NGC 2452 is een planetaire nevel in het sterrenbeeld Achtersteven. Het hemelobject werd op 1 februari 1837 ontdekt door de Britse astronoom John Herschel.

## Synoniemen
- PK 243-1.1
- ESO 493-PN11